# Надпись из Дейр-Алла

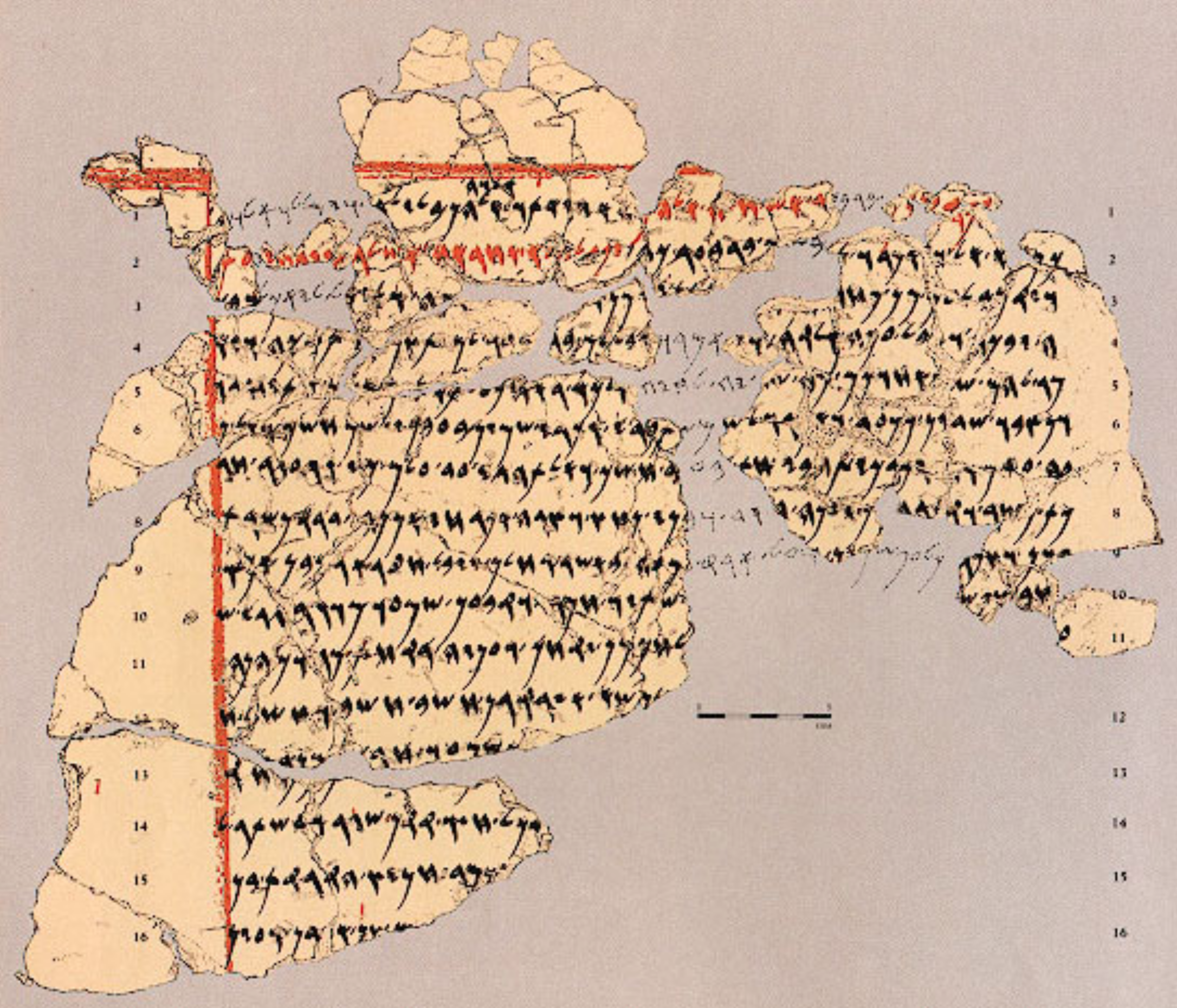

Надпись из Дейр-Аллы (KAI 312) — старейший пример написанной буквенным письмом книги на западносемитском языке и старейший образец арамейской литературы. Датируется периодом с 880 по 770 гг. до н. э.
Надпись была обнаружена во время раскопок 1967 года в иорданском местечке Дейр-Алла (библейский Суккот). В результате раскопок было обнаружено многокамерное сооружение, разрушенное землетрясением при Ахеменидах. Надпись была нанесена чернилами на оштукатуреную стену; использовались красные и черные чернила (по-видимому, красный использовался для выделения определённой части текста). Всего было извлечено 119 осколков штукатурки со следами чернил.
В надписи излагается история о Валаме, сыне Беора, «провидце богов». Не исключено его отождествление с Валаамом, упоминаемым в Чис. 22—24 и в других местах Библии. Однако в изложении надписи из Дейр-Алла Валам отличается от версии из Книги Чисел. Его бог фигурирует наряду с богиней Аштар, богом по имени Шгр и «Шаддайн» (שדין, возможно, означая богов и богинь). В надписи используется слово «Элохин» (возможно, с другими гласными, например, «илахин»), которое во множественном числе обозначает богов, а не еврейское единое божество.
В тексте надписи можно заметить как некоторые особенности арамейского языка (такие, как слово bar «(сын [Beor])» вместо ханаанского ben), так и много элементов ханаанских языков; соответственно, часть лингвистов расценивает язык надписи как ранний арамейский, а другая часть — как одно из ханаанских наречий.

## Перевод и реконструкция
Текст трудно читать и интерпретировать.
Вот одна реконструкция и перевод текста:

Надпись [Ba]лаама, [сына Вео]рова, человека, который был боговидцем. Вот, боги пришли к нему ночью, и [говорили с] ним согласно этим сло[вам], и они сказали [Валаа]му, сыну Веорову, так: «Вот явилось последнее пламя, огонь наказания явился!». И встал Валаам на следующий день [… несколько?] дней […] и он не мо[г есть], и плакал он сильно. И его люди пришли к нему и с[казали] Валааму, сыну Веорову: «Почему ты ничего не ешь и почему плачешь?» И он сказал им: "Сядьте! Я покажу вам, как вели[ко бедствие!], и, идите, смотрите дела богов! Боги собрались и могущественные установили дату, и они сказали Ша[ма]ш: "Сшивай, закрой небеса твоим облаком! Пусть здесь будет тьма и ничего сияющего […? …], для вас вызовет ужас [облач]ной тьмой, и не будете шуметь никогда, но [в месте своем ?] стриж, летучая мышь, орел и пели[кан], стервятники, страус и а[ист и] молодые соколы, и сова, цыплята цапли, голубя, хищной птицы, голубь и воробей, [каждая птица не]бесная, и [на земле] внизу, в месте, где [пастушеский] посох вел овец, зайцы едят 10. [совер]шенно свобод[но …]

Больше переводов на английском языке также можно найти в Интернете.